# LINDBERG VIII
『LINDBERG VIII』（リンドバーグ・エイト）は、LINDBERGの8枚目のオリジナルアルバム。
1995年6月6日発売。発売元は徳間ジャパンのPUBLIC IMAGE RECORDSレーベル。

## 解説
前作『LINDBERG VII』から1年ぶりのオリジナル・アルバム。
レコーディングはロンドンで行われ、ブックレットには、ロンドンで撮影された写真が収められている。
1989年から所属した徳間ジャパン在籍時の最後のアルバムであり、1995年にテイチクへ移籍する。
初回盤は缶バッジ付Box仕様。

## チャート成績
オリコンチャート3位を獲得した。

## 収録曲
全作詞:渡瀬マキ／作曲:小柳昌法（2,5,11,12）平川達也（7,8,10,13）川添智久（1,3,4,6,9）／編曲:JOHNNIE FINGERS・LINDBERG（3,4以外）JOHNNIE FINGERS・LINDBERG・井上龍仁（3,4）
1. She's a woman
2. the Moon gets Bright tonight
3. さよならをあげる
21枚目のシングル曲。「AXIA」CM曲。
4. Ring My Bell
22枚目のシングルC/W曲。フジテレビ『めざましテレビ』テーマ曲。
5. きっと銀の針のような雨が
「三井のリハウス」CM曲。
6. 遠い夏の記憶
7. 花火
8. 水着とBeachとBoys
22枚目のシングル曲。'95三ツ矢サイダー CF曲。
9. どうしてこっち向いてくれないのかな
10. 泣きたくなっちゃうくらい大すき
11. バラ色の未来
12. JACK&BETTY
13. 笑顔のためだけに